# Mutějovice
Mutějovice è un comune della Repubblica Ceca facente parte del distretto di Rakovník, in Boemia Centrale.